# 北海道天塩高等学校
北海道天塩高等学校（ほっかいどうてしおこうとうがっこう、英語: Hokkaido Teshio High School）は、北海道天塩郡天塩町にある道立高等学校。

## 沿革
- 1948年10月30日 - 北海道立留萌高等学校天塩分校として設置認可。
- 1949年11月20日 - 北海道立留萌高等学校天塩分校として開校。
- 1950年3月31日 - 北海道天塩高等学校（天塩町立）定時制課程の設立が認可される。
- 1951年3月31日 - 通常課程2学級の設立が認可される。
- 1952年 - 遠別分校を設置、北海道遠別高等学校として独立。
- 1954年3月15日 - 道立移管。

## アクセス
- JR宗谷本線 幌延駅より沿岸バス幌延天塩線乗り換え天塩高校下車

## クラブ活動
- アマチュアレスリング部 - 1962年・2003年 - 2007年全国大会出場。個人入賞。
- 男子バレー - 全国大会出場
- 女子バレー - 全国大会出場
- 野球 - 全道ベスト8、北北海道ベスト4
- 男子剣道（廃部） - 全国大会出場
- 女子剣道（廃部） - 全道大会出場
- 男子弓道 - 1970年・2002年全国大会出場
- 女子弓道 - 2005年全国大会出場
- 陸上 - 全国大会出場
- スキー（廃部） - 全国大会入賞
- 男子バスケット - 全道大会出場
- 女子バスケット（廃部） - 地区大会出場

## 著名な出身者
- ポール牧（タレント）
- ラッシャー木村（プロレスラー）

上記の2名は同級生でもある。
- 坂川栄治（アートディレクター）
- 津田広喜（財務省事務次官）
- 小林幸徳（北海道大学名誉教授、苫小牧工業高等専門学校長）
- 金由起子（女子硬式野球選手）
- 井上仁志（ギタリスト）